# Segunda División Femenina de España 2015-16
La temporada 2015-16 de la Segunda División Femenina de España corresponde a la 15.ª edición del campeonato y se disputó entre septiembre de 2015 y mayo de 2016 en su fase regular. Posteriormente se disputó la promoción de ascenso entre el 1 de junio y hasta el 19 de junio.

## Tabla de clasificaciones

### Grupo I
| Pos. | Equipo                 | Pts. | PJ | G  | E | P  | GF  | GC  | Dif. | Clasificación 2015–16           |
| ---- | ---------------------- | ---- | -- | -- | - | -- | --- | --- | ---- | ------------------------------- |
| 1    | FVPR El Olivo          | 65   | 24 | 21 | 2 | 1  | 113 | 18  | +95  | Play-Offs Ascenso a 1ª División |
| 2    | Peluquería Mixta Friol | 58   | 24 | 19 | 1 | 4  | 99  | 35  | +64  |                                 |
| 3    | Sárdoma C. F.          | 46   | 24 | 13 | 7 | 4  | 50  | 28  | +22  |                                 |
| 4    | Atlético Arousana      | 42   | 24 | 13 | 3 | 8  | 74  | 63  | +11  |                                 |
| 5    | Sporting de Gijón      | 40   | 24 | 13 | 1 | 10 | 56  | 49  | +7   |                                 |
| 6    | Ave Fénix Racing       | 38   | 24 | 11 | 5 | 8  | 55  | 49  | +6   |                                 |
| 7    | Victoria C. F.         | 34   | 24 | 11 | 1 | 12 | 67  | 54  | +13  |                                 |
| 8    | Orzán S. D.            | 33   | 24 | 9  | 6 | 9  | 42  | 32  | +10  |                                 |
| 9    | C. D. Femiastur        | 29   | 24 | 7  | 8 | 9  | 35  | 39  | −4   |                                 |
| 10   | C. D. Amigos del Duero | 27   | 24 | 7  | 6 | 11 | 36  | 46  | −10  |                                 |
| 11   | Tordoia C. F.          | 19   | 24 | 6  | 1 | 17 | 27  | 84  | −57  | Descenso de categoría           |
| 12   | S. C. D. Milagrosa     | 15   | 24 | 4  | 3 | 17 | 25  | 54  | −29  | Descenso de categoría           |
| 13   | Erizana C. F.          | 0    | 24 | 0  | 0 | 24 | 10  | 138 | −128 | Descenso de categoría           |

Actualizado a los partidos jugados el Finalizado.
 Fuente: 
Criterios de clasificación: Puntos · Enfrentamientos directos · Diferencia de goles · Goles a favor · Puntos fair-play · Play-off.

### Grupo II
| Pos. | Equipo                   | Pts. | PJ | G  | E | P  | GF | GC | Dif. | Clasificación 2015–16           |
| ---- | ------------------------ | ---- | -- | -- | - | -- | -- | -- | ---- | ------------------------------- |
| 1    | E. D. F. Logroño         | 72   | 26 | 23 | 3 | 0  | 77 | 16 | +61  | Play-Offs Ascenso a 1ª División |
| 2    | C. A. Osasuna            | 62   | 26 | 20 | 2 | 4  | 81 | 38 | +43  |                                 |
| 3    | Athletic Club "B"        | 59   | 26 | 19 | 2 | 5  | 74 | 30 | +44  |                                 |
| 4    | Añorga KKE               | 52   | 26 | 16 | 4 | 6  | 69 | 44 | +25  |                                 |
| 5    | C. F. Ardoi FE           | 44   | 26 | 13 | 5 | 8  | 53 | 35 | +18  |                                 |
| 6    | C. D. Aurrerá de Vitoria | 37   | 26 | 11 | 4 | 11 | 62 | 53 | +9   |                                 |
| 7    | Nuestra Señora de Belén  | 29   | 26 | 8  | 5 | 13 | 31 | 68 | −37  |                                 |
| 8    | S. D. San Ignacio        | 29   | 26 | 7  | 8 | 11 | 31 | 36 | −5   |                                 |
| 9    | C. D. Mariño             | 27   | 26 | 6  | 9 | 11 | 35 | 39 | −4   |                                 |
| 10   | S. D. Eibar              | 27   | 26 | 7  | 6 | 13 | 46 | 42 | +4   |                                 |
| 11   | Pauldarrak EFKT          | 23   | 26 | 6  | 5 | 15 | 40 | 69 | −29  |                                 |
| 12   | C. D. Peñas Oscenses     | 22   | 26 | 7  | 1 | 18 | 37 | 89 | −52  | Descenso de categoría           |
| 13   | Leioako ESFKE            | 17   | 26 | 4  | 5 | 17 | 28 | 71 | −43  | Descenso de categoría           |
| 14   | Capiscol C. F.           | 15   | 26 | 4  | 3 | 19 | 24 | 58 | −34  | Descenso de categoría           |

Actualizado a los partidos jugados el Finalizado.
 Fuente: 
Criterios de clasificación: Puntos · Enfrentamientos directos · Diferencia de goles · Goles a favor · Puntos fair-play · Play-off.

### Grupo III
| Pos. | Equipo                    | Pts. | PJ | G  | E | P  | GF  | GC | Dif. | Clasificación 2015–16           |
| ---- | ------------------------- | ---- | -- | -- | - | -- | --- | -- | ---- | ------------------------------- |
| 1    | F. C. Barcelona "B"       | 72   | 26 | 23 | 3 | 0  | 104 | 11 | +93  | Campeonas del Grupo             |
| 2    | C. E. Seagull             | 62   | 26 | 20 | 2 | 4  | 58  | 27 | +31  | Play-Offs Ascenso a 1ª División |
| 3    | F. C. Levante Las Planas  | 54   | 26 | 16 | 6 | 4  | 77  | 32 | +45  |                                 |
| 4    | UE L'Estartit             | 48   | 26 | 15 | 3 | 8  | 62  | 51 | +11  |                                 |
| 5    | C. E. Europa              | 42   | 26 | 13 | 3 | 10 | 45  | 43 | +2   |                                 |
| 6    | C. F. Igualada            | 40   | 26 | 12 | 4 | 10 | 42  | 41 | +1   |                                 |
| 7    | A. D. Son Sardina         | 36   | 26 | 10 | 6 | 10 | 51  | 58 | −7   |                                 |
| 8    | S. E. AEM                 | 33   | 26 | 9  | 6 | 11 | 45  | 49 | −4   |                                 |
| 9    | C. E. Sant Gabriel        | 31   | 26 | 8  | 7 | 11 | 43  | 57 | −14  |                                 |
| 10   | R. C. D. Espanyol "B"     | 30   | 26 | 8  | 6 | 12 | 35  | 40 | −5   |                                 |
| 11   | C. F. Pallejà             | 28   | 26 | 7  | 7 | 12 | 26  | 50 | −24  |                                 |
| 12   | La Roca Penya Blanc Blava | 19   | 26 | 6  | 1 | 19 | 31  | 68 | −37  | Descenso de categoría           |
| 13   | Cerdanyola del Vallès     | 17   | 26 | 4  | 5 | 17 | 32  | 63 | −31  | Descenso de categoría           |
| 14   | U. D. Collerense "B"      | 5    | 26 | 1  | 2 | 23 | 10  | 71 | −61  | Descenso de categoría           |

Actualizado a los partidos jugados el Finalizado.
 Fuente: 
Criterios de clasificación: Puntos · Enfrentamientos directos · Diferencia de goles · Goles a favor · Puntos fair-play · Play-off.

### Grupo IV
| Pos. | Equipo                     | Pts. | PJ | G  | E | P  | GF  | GC  | Dif. | Clasificación 2015–16           |
| ---- | -------------------------- | ---- | -- | -- | - | -- | --- | --- | ---- | ------------------------------- |
| 1    | Real Betis                 | 72   | 26 | 23 | 3 | 0  | 132 | 5   | +127 | Play-Offs Ascenso a 1ª División |
| 2    | Granada C. F.              | 65   | 26 | 21 | 2 | 3  | 116 | 19  | +97  |                                 |
| 3    | Sevilla F. C.              | 63   | 26 | 19 | 6 | 1  | 108 | 17  | +91  |                                 |
| 4    | Atlético Málaga            | 58   | 26 | 18 | 4 | 4  | 89  | 24  | +65  |                                 |
| 5    | Sporting de Huelva "B"     | 45   | 26 | 14 | 3 | 9  | 60  | 65  | −5   |                                 |
| 6    | C. F. F Cáceres            | 39   | 26 | 12 | 3 | 11 | 52  | 53  | −1   |                                 |
| 7    | A. D. El Naranjo           | 34   | 26 | 10 | 4 | 12 | 55  | 71  | −16  |                                 |
| 8    | C. F. F Badajoz Olivenza   | 31   | 26 | 9  | 4 | 13 | 43  | 50  | −7   |                                 |
| 9    | Extremadura C. F.          | 30   | 26 | 9  | 3 | 14 | 48  | 48  | 0    |                                 |
| 10   | C. D. Híspalis             | 28   | 26 | 8  | 4 | 14 | 41  | 63  | −22  |                                 |
| 11   | ADFB La Rambla             | 21   | 26 | 6  | 3 | 17 | 36  | 89  | −53  |                                 |
| 12   | C. D. Ciconia Negra        | 17   | 26 | 5  | 2 | 19 | 25  | 95  | −70  | Descenso de categoría           |
| 13   | Algaidas C. D.             | 10   | 26 | 2  | 4 | 20 | 19  | 113 | −94  | Descenso de categoría           |
| 14   | U. D. La Cruz Villanovense | 8    | 26 | 1  | 5 | 20 | 31  | 143 | −112 | Descenso de categoría           |

Actualizado a los partidos jugados el Finalizado.
 Fuente: 
Criterios de clasificación: Puntos · Enfrentamientos directos · Diferencia de goles · Goles a favor · Puntos fair-play · Play-off.

### Grupo V
| Pos. | Equipo                     | Pts. | PJ | G  | E | P  | GF | GC | Dif. | Clasificación 2015–16           |
| ---- | -------------------------- | ---- | -- | -- | - | -- | -- | -- | ---- | ------------------------------- |
| 1    | Atlético de Madrid "B"     | 65   | 26 | 20 | 5 | 1  | 66 | 16 | +50  | Campeonas del Grupo             |
| 2    | Madrid C. F. F.            | 60   | 26 | 18 | 6 | 2  | 82 | 24 | +58  | Play-Offs Ascenso a 1ª División |
| 3    | C. D. Canillas             | 51   | 26 | 16 | 3 | 7  | 44 | 27 | +17  |                                 |
| 4    | Dinamo Guadalajara         | 50   | 26 | 16 | 2 | 8  | 46 | 34 | +12  |                                 |
| 5    | F. F. La Solana            | 49   | 26 | 16 | 1 | 9  | 43 | 29 | +14  |                                 |
| 6    | A. D. Alhóndiga            | 42   | 26 | 12 | 6 | 8  | 53 | 32 | +21  |                                 |
| 7    | Rayo Vallecano "B"         | 33   | 26 | 10 | 3 | 13 | 31 | 43 | −12  |                                 |
| 8    | Torrelodones C. F.         | 32   | 26 | 9  | 5 | 12 | 32 | 45 | −13  |                                 |
| 9    | C. D. Parquesol            | 31   | 26 | 9  | 4 | 13 | 38 | 40 | −2   |                                 |
| 10   | Olímpico de Moratalaz      | 30   | 26 | 9  | 3 | 14 | 35 | 33 | +2   |                                 |
| 11   | C. F. Pozuelo de Alarcón   | 29   | 26 | 8  | 5 | 13 | 39 | 49 | −10  |                                 |
| 12   | P. C. S. Católica de Ávila | 28   | 26 | 8  | 4 | 14 | 30 | 55 | −25  | Descenso de categoría           |
| 13   | C. F.F Sur Getafe          | 13   | 26 | 4  | 1 | 21 | 25 | 84 | −59  | Descenso de categoría           |
| 14   | C. D. Salamanca FF         | 8    | 26 | 2  | 2 | 22 | 24 | 77 | −53  | Descenso de categoría           |

Actualizado a los partidos jugados el Finalizado.
 Fuente: 
Criterios de clasificación: Puntos · Enfrentamientos directos · Diferencia de goles · Goles a favor · Puntos fair-play · Play-off.

### Grupo VI

#### Las Palmas
| Pos. | Equipo                          | Pts. | PJ | G  | E | P  | GF  | GC  | Dif. | Clasificación 2015–16           |
| ---- | ------------------------------- | ---- | -- | -- | - | -- | --- | --- | ---- | ------------------------------- |
| 1    | C. D. Femarguín                 | 73   | 26 | 24 | 1 | 1  | 193 | 13  | +180 | Play-Offs Ascenso a 1ª División |
| 2    | C. D. Achamán Santa Lucía       | 69   | 26 | 22 | 3 | 1  | 178 | 18  | +160 |                                 |
| 3    | C. F. Unión Viera               | 63   | 26 | 21 | 0 | 5  | 127 | 19  | +108 |                                 |
| 4    | C. D. Aguiluchas                | 60   | 25 | 20 | 0 | 5  | 94  | 20  | +74  |                                 |
| 5    | C. F. Las Majoreras-Guayadeque  | 46   | 26 | 14 | 4 | 8  | 64  | 49  | +15  |                                 |
| 6    | U. D. Las Coloradas             | 42   | 26 | 13 | 3 | 10 | 56  | 69  | −13  |                                 |
| 7    | U. D. Las Torres                | 39   | 26 | 11 | 6 | 9  | 54  | 57  | −3   |                                 |
| 8    | C. F. Flor de Lis Norte         | 32   | 26 | 8  | 8 | 10 | 43  | 49  | −6   |                                 |
| 9    | U. D. Montaña Alta              | 24   | 26 | 7  | 3 | 16 | 26  | 79  | −53  |                                 |
| 10   | C. D. Tagoror Yady Fernández    | 21   | 26 | 7  | 0 | 19 | 36  | 131 | −95  |                                 |
| 11   | C. D. Yoñé La Garita            | 19   | 26 | 5  | 4 | 17 | 29  | 111 | −82  |                                 |
| 12   | C. D. Firgas                    | 18   | 26 | 6  | 0 | 20 | 27  | 98  | −71  |                                 |
| 13   | Cinco Continentes L. P.         | 10   | 26 | 2  | 4 | 20 | 15  | 108 | −93  |                                 |
| 14   | C. D. Villa de Agaete Vida Sana | 10   | 26 | 3  | 1 | 22 | 34  | 155 | −121 |                                 |

Actualizado a los partidos jugados el Finalizado.
 Fuente: 
Criterios de clasificación: Puntos · Enfrentamientos directos · Diferencia de goles · Goles a favor · Puntos fair-play · Play-off.

#### Tenerife
| Pos. | Equipo                       | Pts. | PJ | G  | E | P  | GF  | GC  | Dif. | Clasificación 2015–16           |
| ---- | ---------------------------- | ---- | -- | -- | - | -- | --- | --- | ---- | ------------------------------- |
| 1    | U. D. Tacuense               | 65   | 24 | 21 | 2 | 1  | 155 | 8   | +147 | Play-Offs Ascenso a 1ª División |
| 2    | C. D. Echedey                | 58   | 24 | 18 | 4 | 2  | 116 | 21  | +95  |                                 |
| 3    | U. D. G. Tenerife "B"        | 57   | 24 | 18 | 3 | 3  | 89  | 14  | +75  |                                 |
| 4    | C. D. Tarsa                  | 48   | 24 | 15 | 3 | 6  | 52  | 24  | +28  |                                 |
| 5    | Atlético Unión de Güímar     | 45   | 24 | 14 | 3 | 7  | 71  | 38  | +33  |                                 |
| 6    | C. D. Once Piratas           | 43   | 24 | 13 | 4 | 7  | 50  | 25  | +25  |                                 |
| 7    | C. D. Laguna                 | 31   | 24 | 9  | 4 | 11 | 38  | 54  | −16  |                                 |
| 8    | C. D. San Lorenzo-Constancia | 31   | 24 | 9  | 4 | 11 | 54  | 75  | −21  |                                 |
| 9    | Atlético Tacoronte           | 23   | 24 | 7  | 2 | 15 | 36  | 65  | −29  |                                 |
| 10   | C. D. Ofra                   | 16   | 24 | 5  | 1 | 18 | 28  | 94  | −66  |                                 |
| 11   | U. D. Hidalgo                | 13   | 24 | 4  | 1 | 19 | 19  | 89  | −70  |                                 |
| 12   | C. D. Llano del Moro         | 12   | 24 | 3  | 3 | 18 | 26  | 84  | −58  |                                 |
| 13   | U. D. San Antonio Pilar      | 8    | 24 | 2  | 2 | 20 | 22  | 165 | −143 | Descenso de categoría           |

Actualizado a los partidos jugados el Finalizado.
 Fuente: 
Criterios de clasificación: Puntos · Enfrentamientos directos · Diferencia de goles · Goles a favor · Puntos fair-play · Play-off.

#### Play-Offs de Canarias
|  | Semifinales               | Semifinales | Semifinales    | Semifinales |   |                 | Final | Final | Final | Final |  |
|  |                           |             |                |             |   |                 |       |       |       |       |  |
|  |                           |             |                |             |   |                 |       |       |       |       |  |
|  | C. D. Echedey             | 0           | 2              | 2           |   |                 |       |       |       |       |  |
|  | C. D. Echedey             | 0           | 2              | 2           |   |                 |       |       |       |       |  |
|  | C. D. Femarguín           | 0           | 4              | 4           |   |                 |       |       |       |       |  |
|  | C. D. Femarguín           | 0           | 4              | 4           |   | C. D. Femarguín | 2     | 1     | 3     |       |  |
|  |                           |             |                |             |   | C. D. Femarguín | 2     | 1     | 3     |       |  |
|  |                           |             | U. D. Tacuense | 2           | 1 | 3               |       |       |       |       |  |
|  | C. D. Achamán Santa Lucía | 5           | U. D. Tacuense | 2           | 1 | 3               | 0     | 5     |       |       |  |
|  | C. D. Achamán Santa Lucía | 5           |                |             |   |                 | 0     | 5     |       |       |  |
|  | U. D. Tacuense            | 2           | 3              | 5           |   |                 |       |       |       |       |  |
|  | U. D. Tacuense            | 2           | 3              | 5           |   |                 |       |       |       |       |  |
|  |                           |             |                |             |   |                 |       |       |       |       |  |

### Grupo VII
| Pos. | Equipo                   | Pts. | PJ | G  | E | P  | GF | GC | Dif. | Clasificación 2015–16           |
| ---- | ------------------------ | ---- | -- | -- | - | -- | -- | -- | ---- | ------------------------------- |
| 1    | Valencia C. F. "B"       | 59   | 26 | 18 | 5 | 3  | 63 | 22 | +41  | Campeonas del Grupo             |
| 2    | Lorca F. A. D.           | 54   | 26 | 17 | 3 | 6  | 42 | 19 | +23  | Play-Offs Ascenso a 1ª División |
| 3    | U. D. Aldaia             | 53   | 26 | 16 | 5 | 5  | 55 | 24 | +31  |                                 |
| 4    | Sporting Plaza de Argel  | 49   | 26 | 16 | 1 | 9  | 57 | 33 | +24  |                                 |
| 5    | Levante U. D. "B"        | 48   | 26 | 14 | 6 | 6  | 38 | 23 | +15  |                                 |
| 6    | C. F. F. Albacete        | 40   | 26 | 11 | 7 | 8  | 48 | 43 | +5   |                                 |
| 7    | Elche C. F.              | 34   | 26 | 10 | 4 | 12 | 36 | 34 | +2   |                                 |
| 8    | Villarreal C. F.         | 33   | 26 | 9  | 6 | 11 | 41 | 39 | +2   |                                 |
| 9    | Mislata C. F.            | 33   | 26 | 10 | 3 | 13 | 37 | 48 | −11  |                                 |
| 10   | C. F. Ciudad de Benidorm | 31   | 26 | 9  | 4 | 13 | 33 | 52 | −19  |                                 |
| 11   | Alhama C. F.             | 31   | 26 | 9  | 4 | 13 | 33 | 52 | −19  |                                 |
| 12   | C. F. F. Marítim         | 29   | 16 | 8  | 5 | 3  | 45 | 41 | +4   | Descenso de categoría           |
| 13   | C. D. E. Al-Basit        | 17   | 26 | 5  | 2 | 19 | 24 | 71 | −47  | Descenso de categoría           |
| 14   | C. D. Zeneta             | 7    | 26 | 2  | 1 | 23 | 8  | 74 | −66  | Descenso de categoría           |

Actualizado a los partidos jugados el Finalizado.
 Fuente: 
Criterios de clasificación: Puntos · Enfrentamientos directos · Diferencia de goles · Goles a favor · Puntos fair-play · Play-off.

## Mejor segundo lugar
| Pos. | Equipo                   | Pts. | PJ | G  | E | P | GF  | GC | Dif. | Clasificación 2015–16           |
| ---- | ------------------------ | ---- | -- | -- | - | - | --- | -- | ---- | ------------------------------- |
| 1    | C. D. Fermaguín          | 73   | 26 | 24 | 1 | 1 | 193 | 13 | +180 | Play-Offs Ascenso a 1ª División |
| 2    | Granada C. F.            | 65   | 26 | 21 | 2 | 3 | 116 | 19 | +97  |                                 |
| 3    | Mulier F. C. N.          | 62   | 27 | 20 | 2 | 5 | 81  | 38 | +43  |                                 |
| 4    | Peluquería Mixta Friol   | 58   | 24 | 19 | 1 | 4 | 99  | 35 | +64  |                                 |
| 5    | F. C. Levante Las Planas | 54   | 26 | 16 | 6 | 4 | 77  | 32 | +45  |                                 |
| 6    | U. D. Aldaia             | 53   | 26 | 16 | 5 | 5 | 55  | 24 | +31  |                                 |
| 7    | C. D. Canillas           | 51   | 26 | 16 | 3 | 7 | 44  | 27 | +17  |                                 |

Actualizado a los partidos jugados el Finalizado.
 Fuente: 
Criterios de clasificación: Puntos · Enfrentamientos directos · Diferencia de goles · Goles a favor · Puntos fair-play · Play-off.

## Play-Offs de Ascenso
|  | Cuartos de final | Cuartos de final | Cuartos de final | Cuartos de final |   |                 | Semifinales | Semifinales | Semifinales | Semifinales |  |  | Ascenso | Ascenso |  |
|  |                  |                  |                  |                  |   |                 |             |             |             |             |  |  |         |         |  |
|  |                  |                  |                  |                  |   |                 |             |             |             |             |  |  |         |         |  |
|  | Lorca F. A. D.   | 0                | 0                | 0                |   |                 |             |             |             |             |  |  |         |         |  |
|  | Lorca F. A. D.   | 0                | 0                | 0                |   |                 |             |             |             |             |  |  |         |         |  |
|  | C. D. Femarguín  | 0                | 3                | 3                |   |                 |             |             |             |             |  |  |         |         |  |
|  | C. D. Femarguín  | 0                | 3                | 3                |   | C. D. Femarguín | 1           | 1           | 2           |             |  |  |         |         |  |
|  |                  |                  |                  |                  |   | C. D. Femarguín | 1           | 1           | 2           |             |  |  |         |         |  |
|  |                  |                  | Real Betis       | 1                | 2 | 3               |             |             |             |             |  |  |         |         |  |
|  | E. D. F. Logroño | 1                | Real Betis       | 1                | 2 | 3               | 0           | 1           |             |             |  |  |         |         |  |
|  | E. D. F. Logroño | 1                |                  |                  |   |                 |             |             |             |             |  |  |         |         |  |
|  | Real Betis       | 2                | 4                | 6                |   |                 |             |             |             |             |  |  |         |         |  |
|  | Real Betis       | 2                | 4                | 6                |   |                 |             | Real Betis  |             |             |  |  |         |         |  |
|  |                  |                  |                  |                  |   |                 |             |             |             |             |  |  |         |         |  |
|  |                  |                  | U. D. Tacuense   |                  |   |                 |             |             |             |             |  |  |         |         |  |
|  | U. D. Tacuense   | 1                | 2                | 3                |   |                 |             |             |             |             |  |  |         |         |  |
|  | U. D. Tacuense   | 1                | 2                | 3                |   |                 |             |             |             |             |  |  |         |         |  |
|  | Madrid C. F. F.  | 1                | 1                | 2                |   |                 |             |             |             |             |  |  |         |         |  |
|  | Madrid C. F. F.  | 1                | 1                | 2                |   | U. D. Tacuense  | 0           | 0           | 0           |             |  |  |         |         |  |
|  |                  |                  |                  |                  |   | U. D. Tacuense  | 0           | 0           | 0           |             |  |  |         |         |  |
|  |                  |                  | C. E. Seagull    | 0                | 0 | 0               |             |             |             |             |  |  |         |         |  |
|  | C. E. Seagull    | 1                | C. E. Seagull    | 0                | 0 | 0               | 1           | 2           |             |             |  |  |         |         |  |
|  | C. E. Seagull    | 1                |                  |                  |   |                 |             |             |             |             |  |  |         |         |  |
|  | FVPR El Olivo    | 0                | 1                | 1                |   |                 |             |             |             |             |  |  |         |         |  |
|  | FVPR El Olivo    | 0                | 1                | 1                |   |                 |             |             |             |             |  |  |         |         |  |
|  |                  |                  |                  |                  |   |                 |             |             |             |             |  |  |         |         |  |

El Real Betis y el U. D. Tacuense lograron el ascenso a la Primera División Femenina de España 2016-17. Ambos equipos debutarán en la máxima categoría por primera vez en su historia.